# Robert Hauptman
Robert Hauptman, PhD. (* 1941) je americký informační vědec, knihovník a někdejší vysokoškolský pedagog s působností na St. Cloud State University. Nejvíce je oceňován pro založení a následném podílení se na tvorbě odborného časopisu Journal of Information Ethics, mapující nejen aktuální problémy informační etiky.

## Vzdělání
Vystudoval obor komparativní literatury na Ohio University, kde získal magisterský titul a posléze i doktorát. Knihovnictví a informační vědu vystudoval na State University of New York - Albany (pouze v magisterském programu, doktorský zcela nedokončil).
Vedle toho je i držitelem bakalářského titulu v oboru německého jazyka a magisterského v oboru jazyka anglického.

## Profesní dráha
Pracovně začínal jako referenční knihovník na University of Oklahoma. Roku 1983 přešel na St. Cloud State University ve státě Minnesota, kde postupně povýšil na pozici asistenta katedry. Nejčastěji se věnoval referenčním pracím a standardní pedagogické činnosti v oboru informačních médií a jiným čestným kurzům v oblasti humanitních a sociálních věd.
První výraznější stopa v informační oblasti sahá do poloviny sedmdesátých let 20. století, kdy jako čerstvý absolvent tohoto oboru publikuje stať Professionalism or Culpability? An Experiment at Ethics. Zde se zabývá problémem nedostatečného zájmu knihovníků a informačních pracovníků o etiku jako takovou. Dá se říct, že tato dvoustránková esej předurčuje jeho pozdější směr.
Rok 1992 je ve znamení nejvýznamnějšího Hauptmanova příspěvku v oboru - vzniká magazín Journal of Information Ethics, vycházející jednou za půl roku. U tohoto časopisu stále působí jako jeho editor. Jak stojí v úvodnících této publikace, cílem periodika je zobrazení široké škály transdisciplinárních témat - jelikož informační věk, v kterém se právě nacházíme, s sebou přináší záplavu etických výzev.
Vedle informační vědy se Hauptman profesně zabýval i studiem deseti světových jazyků.

## Informační etika
Jeho hlavním polem působnosti v oblasti informační vědy je pojem informační etiky, se vším, co k němu patří. To znamená jeho přesné definování, vymezení a následné přesné užívání. Spolu s uruguayským vědcem působícím v Německu Rafaelem Capurrem je považován za zakladatele tohoto pojmu. Sám Hauptman ve své knize Ethics and Librarianship připomíná, že se jejich použití termínu sešlo čirou náhodou.
Hauptman říká, že informační etika je zastoupena všude, kde jsou informace a kde se vytváří, potažmo rozšiřují poznatky. To platí především pro informační vědu, knihovnictví, plus další formy vzdělávání.
Postupně se pojem informační etiky rozvinul natolik, že se problémy začaly rozdělovat na mikroetické a makroetické (John Ladd), případně jsou definovány subdisciplíny jako globální etika nahrazující etiku počítačovou (Krystyna Górniak), nebo infosféra – vše živé a neživé jako informační objekt a proces (Luciano Floridi).

## Autorská tvorba
Hauptman je velice činným autorem. Za svoji tvůrčí kariéru napsal více než 600 publikací, příspěvků nebo statí. Vybrané knižní publikace:
- Ethical Challenges in Librarianship (1988)
- Technology and Information Services: Challenges for the 1990's (1993, spolu s Carol L. Anderson)
- Ethics and Librarianship (2002)
- Documentation (2008)
- Ethics, Information and Technology (2009)
- Authorial Ethics (2013)

## Jiné
Po odchodu do pedagogického důchodu se naplno věnuje svému koníčku – horolezectví, kterému se věnuje se svojí dcerou Kirou. Tomuto tématu se věnuje ve své autobiografii s názvem An Adventurous Life: A Personal and Cultural History (2013).